# 아오야마정
아오야마정(青山町)은 미에현 나가군에 설치되었던 정이다.
2004년 11월 1일에 우에노시, 아야마군 아야마정, 시마가하라촌, 오야마다촌, 이가정과 합병해 이가시가 되었기 때문에 아오야마정과 나가군이 소멸하였다. 

## 역사
- 1955년 3월 1일 - 아오정, 다나오촌, 야모치촌, 고즈촌이 합병해 성립하였다.
- 2004년 11월 1일 - 우에노시, 아야마군 아야마정, 시마가하라촌, 오야마다촌, 이가정과 합병해 이가시가 되었다. 동일 아오야마정은 폐지되었다.

## 교통

### 철도
- 긴키 닛폰 철도
  - 오사카 선

### 도로
- 국도 제165호선 (일본)(일본어판)